# Carlos Cores
Carlos Cores  (San Fernando, Argentina, 19 de abril de 1923 - Buenos Aires, Argentina, 8 de febrero de 2000) --cuyo verdadero nombre era Juan Carlos Márquez Cores-- fue un actor argentino de cine, teatro y televisión que también trabajó como director y guionista de cine, que desarrolló su actividad en Argentina, España, México y Chile.

## Actividad artística
Carlos Cores fue uno de los descubrimientos artísticos del director chileno Carlos Borcosque cuando en 1939 filmó la elogiada película Y mañana serán hombres: Cores fue quien más se destacó entre los actores que representaban a los jóvenes internos del instituto para menores. Luego actuó en varias películas del mismo director, tales como Yo conocí a esa mujer (1942), Cada hogar, un mundo (1942), Un nuevo amanecer (1942), La juventud manda (1943) y Valle Negro (1943), esta última filmada en Chile. Tampoco puede obviarse su papel como novio de Olga Zubarry en El ángel desnudo de Carlos Hugo Christensen.
En 1950 Cores filmó cinco películas en México, entre ellas Curvas peligrosas dirigida por Tito Davison, primo de Carlos Borcosque. En ese país fue lanzado como el Tyrone Power argentino. En 1950 filmó El ciclón del Caribe, con la rumbera cubana María Antonieta Pons, y en 1951 intervino en otras dos películas en ese país, una de las cuales fue Mujeres sin mañana de Davison. Ese mismo año actuó en Mi vida por la tuya, única película que haría en Argentina el mexicano Roberto Gavaldón. 
En 1953 su participación en Del otro lado del puente dirigido por Carlos Rinaldi mereció buena crítica.  También trabajó con Tita Merello en Guacho dirigida por Lucas Demare en 1954 y con Zully Moreno en El amor nunca muere de Luis César Amadori en 1955. Posteriormente actúa en teatro en las piezas Un tranvía llamado Deseo, Corona de amor y muerte y en Té y simpatía, y ensaya con poca fortuna la dirección fílmica. Suyos son el guion y dirección de Lindor Covas, una película de 1962 de la que se dijo era una "adaptación sin mayor trascendencia de uno de los mayores éxitos de la historieta gauchesca" y de Asalto a la ciudad de 1964 que resultó un "aburrido policial".
Entre sus trabajos en televisión se recuerdan su participación en las telenovelas La ambiciosa y Donde comienza la tristeza, ambas de 1960, en Nostalgias del tiempo lindo de 1966, Las 24 horas de 1981 y Cuando es culpable el amor de 1983.
Cores estuvo casado con Chitita Borcosque (hija del director Carlos Borcosque) con la que tuvo tres hijos y, posteriormente, contrajo matrimonio con la actriz Elizabeth Killian. Fruto de esa unión  nacieron dos hijos, una de ellos, la exmodelo Elizabeth Márquez. 
En teatro obtuvo dos grandes éxitos consecutivos junto a Elina Colomer, ambos en el teatro Odeón; durante las temporadas de 1954 y 1955. El primero de ellos fue La tercera palabra de Alejandro Casona con dirección de su autor y luego Té y simpatía de Robert Anderson.
Falleció de un paro cardiorrespiratorio en Buenos Aires el 8 de febrero de 2000.

## Filmografía
Director
- La ruleta del Diablo o La ciudad de los cuervos (inédita - 1968)
- Lindor Covas, el cimarrón (1963)
- Asalto en la ciudad (1961)

Guionista
- Lindor Covas, el cimarrón (1963)
- Asalto en la ciudad (1961)

Idea original
- Asalto en la ciudad (1961)

Intérprete
- Yo maté a Facundo (1975) dir. Hugo del Carril.
- La ruleta del Diablo o La ciudad de los cuervos (inédita - 1968) dir. Carlos Cores.
- Curse of the Stone Hand (1964) (Estados Unidos) dir. Carlos Hugo Christensen y Jerry Warren.
- Una excursión a los indios ranqueles (inconclusa - 1965) dir. Derlis Beccaglia.
- La fin del Mundo (1963) dir. Emilio Vieyra.
- Lindor Covas, el cimarrón (1963) dir. Carlos Cores.
- Accidente 703 (1962) dir. José María Forqué.
- Detrás de la mentira (1962) dir. Emilio Vieyra.
- Mate Cosido (1962) dir. Goffredo Alessandrini.
- Rumbos malditos (inédita - 1962) dir. Goffredo Alessandrini.
- Asalto en la ciudad (1961) dir. Carlos Cores.
- En busca de la muerte (1961) (México) dir. Zacarías Gómez Urquiza.
- Male and Female Since Adam and Eve (1961) dir. Carlos Rinaldi.
- Las canciones unidas (1960) (México) dir. Julio Bracho y Tito Davison.
- Una canción para recordar (1960) (México) dir. Julio Bracho
- Vivir del cuento (1960) (México) dir. Rafael Baledón.
- La mujer y la bestia (1959) (México) dir. Alfonso Corona Blake
- Mi mujer necesita marido (1959) (México) dir. Rolando Aguilar.
- El diablo de vacaciones (inconclusa - 1957) dir. Ferrucio Cerio.
- Los tallos amargos (1956) dir. Fernando Ayala.
- Sangre y acero (1956) dir. Lucas Demare.
- El último perro (1955) (Relator, no acreditado) dir. Lucas Demare.
- El juramento de Lagardere (1955) dir. León Klimovsky.
- El amor nunca muere (1955) dir. Luis César Amadori.
- El hombre que debía una muerte (1955) dir. Mario Soffici.
- Guacho (1954) dir. Luis César Amadori.
- El grito sagrado (1954) dir. Luis César Amadori.
- Del otro lado del puente (1953) dir. Carlos Rinaldi.
- La muerte en las calles (1952) dir. Leo Fleider.
- La Parda Flora (1952) dir. León Klimovsky.
- Enseñame a besar (1952) (México) dir. Tito Davison.
- Paco, el elegante (1952) (México) dir. Adolfo Fernández Bustamante.
- María Cristina (1951) (México) dir. Ramón Pereda.
- Mujeres sin mañana (1951) (México) dir. Tito Davison.
- Mi vida por la tuya (1951) dir. Roberto Gavaldón.
- El ciclón del Caribe (1950) (México) dir. Ramón Pereda.
- Curvas peligrosas (1950) (México) dir. Tito Davison.
- La malcasada (1950) (México) dir. José Díaz Morales.
- Nuestras vidas (1950) (México) dir. Ramón Peón.
- Hipólito, el de Santa (1950) (México) dir. Fernando de Fuentes.
- Hombres a precio (1949) dir. Bernardo Spoliansky.
- La gran tentación (1948) dir. Ernesto Arancibia.
- Tierras hechizadas (inédita - 1948) dir. Emilio Guerineau.
- Siete para un secreto (1947) dir. Carlos Borcosque.
- Esperanza (1946) dir. Francisco Mugica y Eduardo Boneo
- El ángel desnudo (1946) dir. Carlos Hugo Christensen.[4]
- La dama de la muerte (1946) dir. Carlos Hugo Christensen.
- Amarga verdad (1945) (Chile) dir. Carlos Borcosque.
- Allá en el setenta y tantos (1945) dir. Francisco Mugica.
- Éramos seis (1945) dir. Carlos Borcosque.
- La juventud manda (1943) dir. Carlos Borcosque.
- Valle negro (1943) dir. Carlos Borcosque.
- Un nuevo amanecer (1942) dir. Carlos Borcosque.
- Incertidumbre (1942) dir. Carlos Borcosque.
- El profesor Cero (1942) dir. Luis César Amadori.
- Cada hogar, un mundo (1942) dir. Carlos Borcosque.
- Yo conocí a esa mujer (1942) dir. Carlos Borcosque.
- ...Y mañana serán hombres (1939) dir. Carlos Borcosque.